# Ед Салліван
Едвард Вінсент (Ед) Салліван (англ. Edward Vincent "Ed" Sullivan; 28 вересня 1901, Нью-Йорк, США — 13 жовтня 1974, там само) — американський журналіст і телеведучий, відомий насамперед завдяки «Шоу Еда Саллівана» — телевізійній передачі, в якій Ед відкривав музичні таланти. Шоу транслювалося з 1948 до 1971 року і стало одним з найтриваліших проектів американського телебачення.
1996 року Ед Салліван зайняв 50-е місце в рейтингу «50 найбільших зірок телебачення всіх часів» за версією американського тижневика «TV Guide».

## Біографія

### Дитинство і юність
Ед Салліван народився 28 вересня 1901 року в Гарлемі (Нью-Йорк), в родині митних працівників Елізабет Ф. Сміт та Пітера Артура Саллівана, обоє батьків були вихідцями з Ірландії. У Еда був брат-близнюк Деніел, який помер у зовсім ранньому віці, після чого родина вирішила переїхати в Порт-Честер (округ Вестчестер, штат Нью-Йорк). Там юний Салліван відвідував католицьку школу Св. Марії, потім середню школу Порт-Честера. За час навчання мав високі показники в юнацькому спорті і згодом захопився боксом. 1917 року приїхав до Чикаго, щоб завербуватися у флот, проте отримав відмову через свій вік. Після закінчення школи звернувся до журналістики і згодом почав працювати в таблоїді «New York Graphic» як газетний спортивний оглядач. Пізніше Салліван почав писати про культурне життя Нью-Йорка, а в газеті «The New York Daily News» вів власну колонку під назвою «Little Old New York». Водночас він почав працювати на радіо. Невдовзі, завдяки своїй дедалі більшій популярності, він вже конкурував на рівних з одним із найвпливовіших журналістів і оглядачів того часу — Волтером Вінчеллом.
На початку 1930-х років Салліван зацікавився розважальним телебаченням і кінематографом. 1933 року він взяв участь у створенні комедійного фільму «Містер Бродвей». Незважаючи на те, що телебачення стало займати більшу частину його часу, він протягом всієї своєї кар'єри продовжував писати в «The News».

### Робота на телебаченні
1948 року американська телерадіомережа CBS запросила Саллівана на посаду ведучого для недільного шоу «Toast of the Town», яке згодом переросло в «Шоу Еда Саллівана». Вперше передача транслювалася в червні 1948 року в студії CBS Studio 50 за адресою: Нью-Йорк, Бродвей, 1697. 1967 року будівлю перейменували в «Театр Еда Саллівана». Нині там записується передача Девіда Леттермана «Late Show with David Letterman».
Перші оцінки телевізійних критиків виявилися невтішними. Салліван не володів видатними здібностями майстра естради або конферансьє, а 1967 року, через 20 років після першої передачі, в журналі «Time» в одній із статей було поставлено запитання: у чому саме талант Саллівана, якщо він такий популярний? Його манірність перед камерою була настільки незвичною для глядачів, що деякі всерйоз вважали, що він хворий паралічем Белла. 1955 року «Time» так охарактеризував Саллівана:
| Ліві лапки | він немов індіанець біля магазину сигар, гігант з Кардіффа, бовван з кам'яним обличчям, ніби щойно прибув з Острова Пасхи. Він рухається як сновида, він посміхається так, як ніби з'їв лимон, і він насилу будує речення. | Праві лапки |

Але, незважаючи на велику кількість критики, у виданнях зазначалося, що «замість того, щоб лякати дітей, він, тим не менш, розважає всю сім'ю». Ед Салліван представав перед публікою як звичайнісінька людина, яка через телемовлення відкриває таким же простим людям великі таланти. Актор, комік і частий гість шоу Алан Кінг так говорив про Саллівана:
| Ліві лапки | Ед нічого особливого не робить, і це вдається йому краще за всіх на телебаченні. | Праві лапки |

Салліван мав розуміння того, що саме хоче побачити публіка на телеекранах і як зберегти баланс у своєму телешоу. В одній передачі він поєднував вар'єте (яке могло включати акробатів, жонглерів, художників та ілюзіоністів), виступи популярних коміків і атлетів, вокальні номери, ще й знаходив час для юних телеглядачів — одним з символів передачі став італійське мишеня-маріонетка Topo Gigio. Але шоу не обмежувалося американськими артистами — на передачу до Саллівана приїздили талановиті люди з усього світу.
Ед Салліван завжди адекватно сприймав себе і свій стиль ведення програми, він володів здоровим почуттям гумору і тому ніколи не забороняв, але навіть заохочував пародії на власну персону. Серед його пародистів були Джон Байнер, Френк Горшин, Річ Літтл  і, особливо, Вілл Джордан. Останній також виконував роль Саллівана у фільмах «Я хочу тримати тебе за руку», «Дорз», «Містер суботній вечір», «До біса любов!», а також у телефільмі «Елвіс» 1979 року.
1963 року Ед Салліван зіграв самого себе у фільмі «Бувай, пташко».

### Першовідкривач талантів
У 1950-х роках Салліван зарекомендував себе як першовідкривач талантів. Він прагнув залучити до себе на передачу якомога більше перспективних артистів, музикантів і акторів, таким чином даючи їм путівку в шоу-бізнес.
Коли Елвіс Преслі на початку своєї кар'єри вже здобув певну популярність, Салліван заявив, що ніколи не запросить його в своє шоу через його імідж «поганого хлопця». Однак пізніше, коли Преслі вже став настільки відомим і улюбленим публікою, що його виступи годі було ігнорувати, Ед Салліван погодився з тим, що той має взяти участь у передачі. Окрім того, Салліван не міг не зауважити, що під час трансляції шоу The Steve Allen Show з участю Преслі публіки перед екранами телевізорів зібралося вдвічі більше, ніж зазвичай. Врешті після перемовин з менеджером Преслі, керівництво шоу Еда Саллівана зобов'язався заплатити музиканту 50 тисяч доларів за участь у трьох передачах. Перший ефір з Преслі був призначений на 9 вересня 1956 року, але сам Салліван не зміг бути присутнім на записі, оскільки потрапив в автомобільну аварію. Замість нього тоді передачу вів Чарльз Лоутон. Після цього, вже особисто познайомившись з Преслі, Салліван заявив у своїй передачі, що Елвіс «дуже порядний і хороший хлопець».

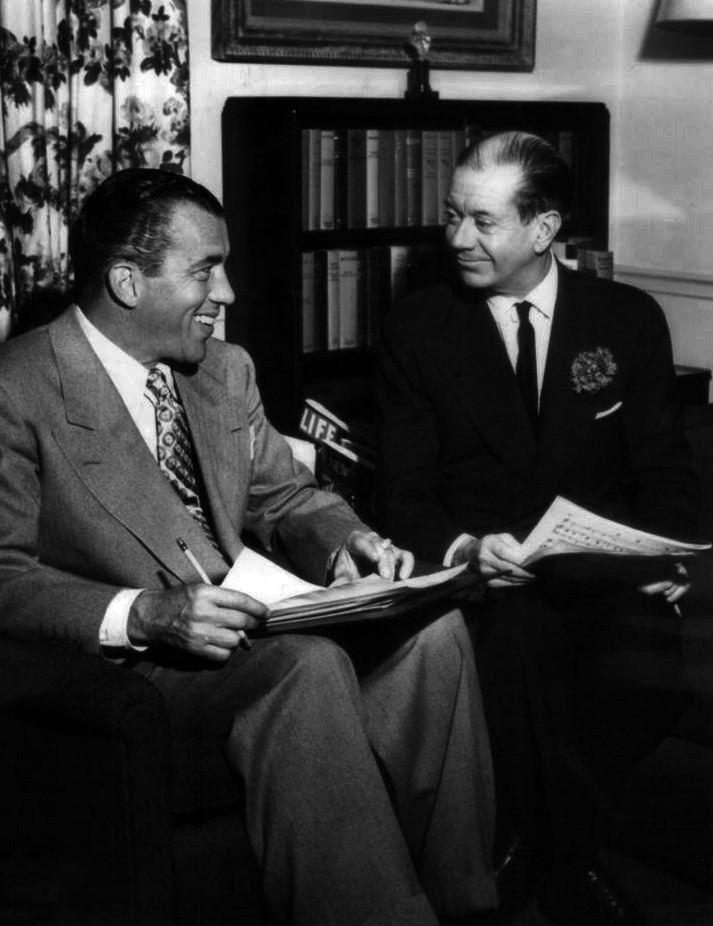
Ед Салліван і Коул Портер, 1952

Втративши можливість першим у своєму шоу заявити Елвіса Преслі, Салліван вирішив більше не припускатися таких помилок і 1964 року записав сенсаційну передачу: до нього на ефір приїхали The Beatles. Перша трансляція велася 9 лютого. За оцінками агентства Nielsen, шоу подивилося понад 73 мільйонів глядачів — це був абсолютний рекорд телебачення того часу. Після цього The Beatles з'являлися в гостях у Саллівана ще тричі і за підсумками американського турне випустили концертний альбом та відео, куди ввійшли і епізоди з передач Саллівана. Ведучий настільки здружився з групою, що навіть оголошував їх вихід на стадіоні «Shea» 15 серпня 1965 року. Також у шоу Еда Саллівана брала участь і інша британська група — The Dave Clark Five, яка на відміну від The Beatles не мала репутації бунтарів і поганих хлопців, завдяки чому колектив з'являвся в шоу аж 12 разів.
У період становлення телевізійного мистецтва артисти здебільшого співали на різних шоу наживо, а не під фонограму. Це було актуально і для передачі Еда Саллівана. Виключення робилися лише в особливих випадках, яким, наприклад, був ефір з виступом Біллі Джо Томаса. Під час виконання пісні «Raindrops Keep Falling On My Head» артиста і танцюристів поливали справжньою водою, в зв'язку з чим довелося використовувати фонограму.
Ед Салліван також був відомий тим, що одним з перших запрошував афроамериканських артистів, за що часто зазнавав критики. Одним з його улюблених чорношкірих колективів була жіноча група The Supremes, яка брала участь у шоу 17 разів. Крім цього, в передачі брали участь такі афроамериканські музиканти, як The Temptations, The Four Tops і Martha and the Vandellas.
Варто відзначити, що в часи, коли кантрі-музика ще не була надто популярна, Ед Салліван вже запрошував до себе на передачу музикантів і співаків з Нашвілла, США. Серед них були зірки світової величини Джонні Кеш і Гленн Кемпбелл. Надалі це допомогло створенню передачі про кантрі-культуру «Hee Haw».
Крім свого власного шоу, Ед Салліван також брав участь і в інших телепроєктах. 1958 року він знявся в ситкомі CBS «Mr. Adams and Eve», ігровому шоу «what's My Line?», а 1961 року взяв участь в "The Red Skelton Show — — передачі, яка за кількістю переглядів зайняла третє місце після «Шоу Еда Саллівана» і телесеріалу «Gunsmoke».
8 лютого 1960 року на "Алеї слави у Голлівуді було відкрито зірку Еда Саллівана за адресою: 6101 Hollywood Blvd.

### Останні роки життя і смерть
Восени 1965 року CBS почала телемовлення в кольорі. В центральній і східній частинах американського континенту трансляція шоу йшла в прямому ефірі, але, крім цього, всі випуски записувалися для подальшого показу в західній, тихоокеанській, зоні США.
До 1971 року передача Еда Саллівана, як і багато інших багаторічних шоу, стала втрачати популярність, і CBS довелося закрити програму. Ед Салліван був настільки незадоволений цим фактом, що відмовився навіть записувати свою прощальну передачу. Проте 1973 року він провів спеціальний випуск шоу, присвячений 25-річчю проекту.
У вересні 1974 року рентгенівський знімок виявив у Саллівана рак стравоходу, але лікарі разом з родичами телеведучого вважали за краще приховати від Саллівана діагноз. Ед до кінця життя був упевнений, що його стан здоров'я пов'язаний із загостренням виразки. Він помер через п'ять тижнів після встановлення діагнозу раку, 13 жовтня 1974 року в Нью-Йорку в госпіталі Ленокс Гілл (англ. Lenox Hill). На церемонії прощання в нью-йоркському Соборі Св. Патріка були присутні близько трьох тисяч осіб. Саллівана поховали в родинному склепі на цвинтарі Фернкліф поряд з могилою своєї дружини.